# Ernst Albin Kock

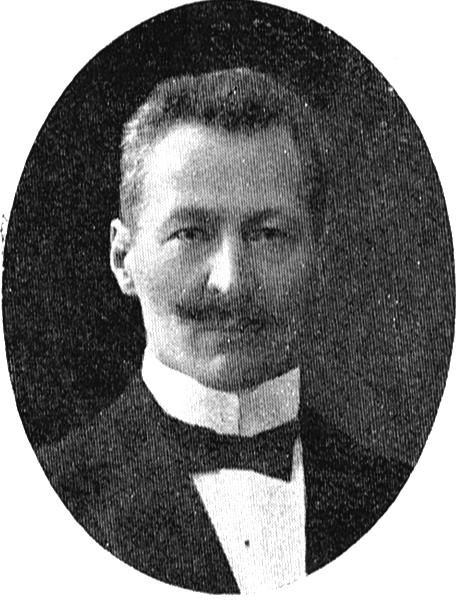
Ernst Albin Kock

Ernst Albin Kock (* 6. Dezember 1864 in Åby församling, Kalmar län; † 5. August 1943 in Lund) war ein schwedischer Germanist.
Ernst A. Kock studierte in Lund, ging für drei Jahre zu Studienzwecken nach Deutschland und England und war dann an verschiedenen Orten Hilfslehrer. 1897 wurde er in Lund promoviert und war dann dort Dozent für englische Sprache.
1934 wurde Kock Ehrendoktor der Humboldt-Universität zu Berlin und Korrespondierendes Mitglied der Gesellschaft der Wissenschaften zu Göttingen.
Kock war zweimal verheiratet: am 6. Dezember 1894 heiratete er Lilly Maria Edith Wells (geboren am 5. Mai 1868, in Rawalpindi, Punjab, Indien) und anschließend  am 20. Januar 1919 Elisabeth Johanna Stüwe (geboren am 14. April 1880, in Dresden, gestorben am 19. Juni 1962 in Åmål).

## Werke (Auswahl)
- Altgermanische Paradigmen. Leipzig 1915.
- Kontinentalgermanische Streifzüge. Leipzig 1919.
- Skaldisches Lesebuch. Halle 1931.